# Nuoto pinnato ai Giochi mondiali 2022 - 50 m apnea maschile
La gara dei 50 m apnea maschile di nuoto pinnato ai Giochi mondiali 2022 si è svolta il 9 luglio 2022 a Birmingham. Il programma non prevedeva turni preliminari ma solamente la finale.

## Risultati
| Pos | Atleta               | Nazione       | Tempo |
| --- | -------------------- | ------------- | ----- |
|     | Siqian Zhang         | Cina          | 14.02 |
|     | Zhenbo Tong          | Cina          | 14.20 |
|     | Chanyeong Kim        | Corea del Sud | 14.23 |
| 4   | Max Poschart         | Germania      | 14.34 |
| 5   | Mauricio Fernandez   | Colombia      | 14.48 |
| 6   | Dong Jin Lee         | Corea del Sud | 14.54 |
| 7   | Anastasios Mylonakis | Grecia        | 14.75 |
| 8   | Serhii Smishchenko   | Ucraina       | 14.99 |